# Ken MacArthur
Kenneth MacArthur (Rossland, Brit Columbia, 1968. március 15. –) kanadai jégkorongozó és válogatott játékos.

## Pályafutása
Komolyabb karrierjét a University of Denveren kezdte 1987–1988-ban. Az 1988-as NHL-drafton a Minnesota North Stars választotta ki a nyolcadik kör 148. helyén. Az egyetemi csapatban 1993-ig játszott. Védő létére az 1989–1990-es szezonban pont/mérkőzés átlag felett teljesített. Ugyan ebben a szezonban 12 válogatott mérkőzésen hat pontot szerzett. Az 1990–1991-es idényben már 59 válogatott mérkőzésen lépett jégre és 14 pontot szerzett.